# Tour de Hong Kong Shanghai
Le Tour de Hong Kong Shanghai (chinois simplifié : 环沪港国际自行车大赛 ; chinois traditionnel : 環滬港國際自行車大賽 ; pinyin : Huán Hùgǎng Guójì Zìxíngchē Dàsài ; litt. « Grand tour cycliste international Shanghaï Hong Kong ») est une course cycliste par étapes disputée en Chine, entre Hong Kong et Shanghai. Créé en 2006, il faisait partie de l'UCI Asia Tour en catégorie 2.2.

## Palmarès
| Année | Vainqueur             | Deuxième     | Troisième      |
| ----- | --------------------- | ------------ | -------------- |
| 2006  | Geert Steurs          | Lex Nederlof | Kouki Shinbo   |
| 2007  | James Meadley         | Kai Tsun Lam | Chris Willemse |
| 2008  | Christoff van Heerden | Bradley Hall | Kin San Wu     |
| 2009  | Annulé                | Annulé       | Annulé         |
| 2010  | Wai Man Chau          |              |                |